# Торресілья-де-лос-Анхелес
Торресілья-де-лос-Анхелес (ісп. Torrecilla de los Ángeles) — муніципалітет в Іспанії, у складі автономної спільноти Естремадура, у провінції Касерес. Населення — 665 осіб (2010).
Муніципалітет розташований на відстані близько 230 км на захід від Мадрида, 85 км на північ від Касереса.

## Демографія
Динаміка населення (INE ):

## Галерея зображень
- Розташування муніципалітету у провінції Касерес